# JR东日本719系电力动车组
719系电力动车组是东日本旅客铁道（JR东日本）的交流近郊型列车。

## 概要
719系在1989-1991年之间制造。
20世纪80年代后期，JR东日本仙台支社主要采用了451・453・455・457系急行型列车来充当管内的普通列车，但是存在以下问题。
- 因为每辆车的客门设置在两端，而且客室和通过台之间有隔断，座位以横排座椅为主体，所以很难应对高峰时期的拥挤，设施也变得陈旧。
- 最少为3辆编组，难以灵活地调整运输能力。
- 20世纪60年代初期生产的451、453系老化现象严重。

为了改善以上问题，开发了本系列的0番台。
起初，0番台的全部编组都未对应一人控制。当对应一人控制的701系引入仙台地区后，本系列列车的基本运营方式是将2列编组连接在一起，以4辆以上的编组进行运营。因此，在2007年以后的定期时刻表中，仅仅在磐越西線有少数2辆编组的列车运行。此外，还存在以4辆以上车辆运行为基本，停止中间连接驾驶台的功能的实质上的固定4辆编组。
接着，随着山形新干线的开通，为了对应奥羽本线福岛-山形间的轨距变更为1,435 mm，开发了将0番台改变部分规格的5000番台。

## 结构

### 车体

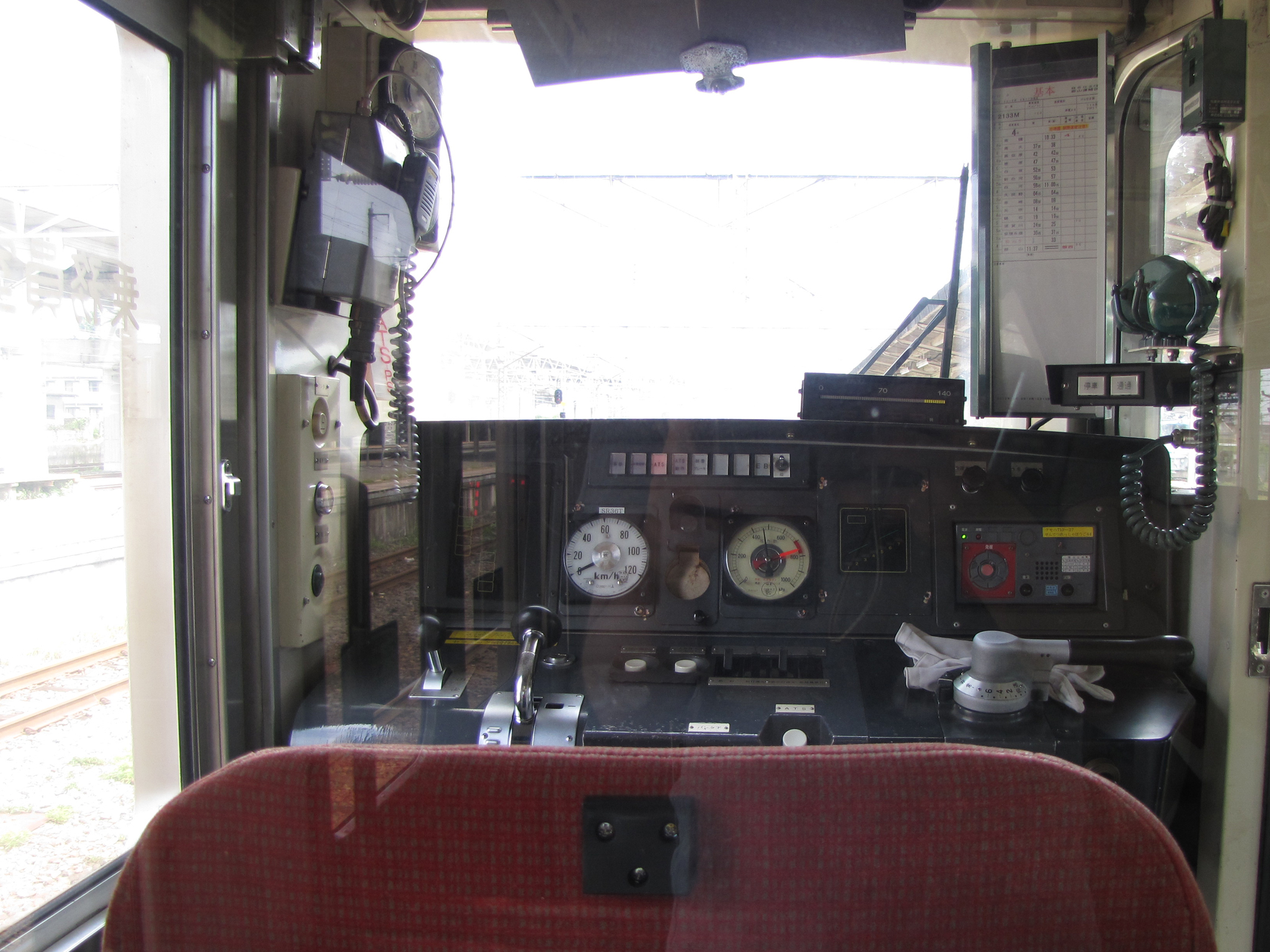
0番台 驾驶台

虽然是以国铁211系电车为藍本設計的单侧3扇半自动门的不锈钢车体，侧面窗的配置却与国铁211系电车不同。门间窗是大型3扇，门套窗只设置在乘务员室、前门之间和控制车厕所的旁边。另外，考虑到从室内的展望，将列车前部的内端门和副驾驶席侧窗户的下方扩大。受电弓设置部是为了与仙山线的狭小隧道区间相对应的低屋顶结构。
以KuMoHa719形(Mc) +KuHa718形(Tc')的2辆编组为基础，最多可以连接成8辆编组。装备自动联解装置和电连接器，除了便于联挂与解编以外，还可以与JR东日本E721系电力动车组联挂，进行相互救援。

### 电源及控制方式
采用曾在日本国铁713系电力动车组上实装的晶体闸流管连续相位控制，由4台直流牵引电动机串联进行控制。
- 本方式与于直流电力机车上所能看到的电阻制动不同，具有无冲动平滑加速和功耗小的优点。

本系列采用主电路电枢的双联晶体闸流管桥和磁场控制晶体闸流管桥分别配置的他励方式（并励方式）。
- 通常的电力动车组上所使用的直流电动机采用电枢和磁极线圈所串联的单相串励电动机，本系列则是通过分别连续控制电枢与并励磁极线圈，构成让再生制动能够使用的结构。但是，从启动到输出动力加速的特性来看串联方式较为有利，所以控制磁极线圈一侧，以便与串励绕组电动机具有同样的特性（串励控制）。

配备有控制用16位微型计算机，在输出动力加速时，在串励控制之外，还通过磁极线圈独立控制进行35%左右的磁极线圈、再生制动、恒速制动控制。
主电路的整流器为不与二极管并用的全晶体闸流管，在再生制动运作时，作为将发动机发出的直流电变换成交流电的逆变器。

### 设备
虽然座椅的配置是混合座椅，但横排座椅的部分却是不常见的“相对座椅”。4人座的区域座椅间隔是1,490 mm，而2人座的区域座椅间隔是845 mm。通过将相对座椅进行固定，配置了比转换式标准规格(910 mm)更加紧凑的座椅间隔。
车内采用由浅奶油色的内装，红豆色的座椅和浅棕色的地板（5000番台是奶油色），所谓暖色系的色彩方案。另外，和以前在仙台地区运行的417系和717系0、100番台一样，在上下车门旁设置了玻璃风挡。
和式卫生间设置在靠近与KuHa718形之连接处。

## 番台区分解说

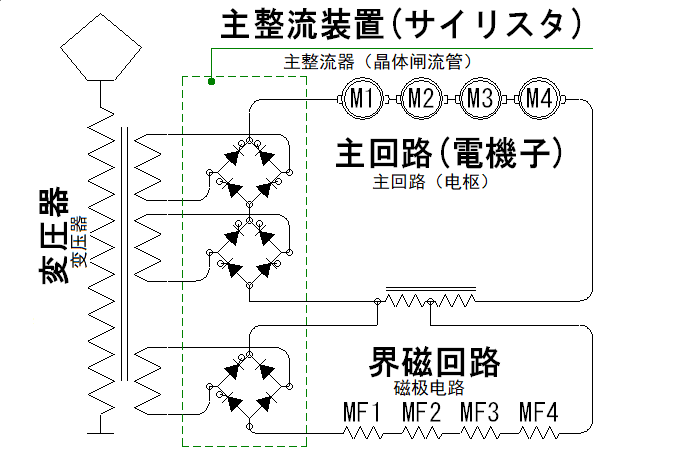
晶体闸流管连续控制的组成电路 通过分别控制电枢和磁极线圈使得再生制动可以工作

※本项按制造顺序进行解说。

### 0番台
仙台分公司管内(东北本线、利府线、仙山线、磐越西线、常磐线)用全车东急车辆制造新制造的番台区分。将两个2辆1编组42列共84辆配属仙台车辆中心，编组编号是H-1 - H-42。
本番台区分带有以下特征。
- 转向架再利用了日本国铁485系电力动车组的废车产品中的DT32形、 TR 69形。
- 在客车门上设置踏板，以便在站台高度较低的线路上运行。
- 车身带颜色从上到下是红 + 白 + 绿15号。
- 车辆的正面路线牌为字幕式，侧面为 LED 式，列车编号显示器为Magsign式。
- 受电器是PS16系列菱形受电弓，这也是从废弃的日本国铁485系电力动车组上再利用的。
- 安全装置搭载ATS-SN形。

另外，开始运用后，又实施了以下的设备追加搭载和变更。
撒砂装置
- 由于在仙山线作并-山寺之间的陡坡区间接连发生空走并倒车的事件，所以在1991年增备车辆H-32 - H-42编组之时就搭载了撒沙装置，而其余编组在改造时搭载。

手拉环
- 和后述的5000番台一起将优先座位附近的手拉环换成与JR东日本E721系电力动车组相同的黄色类型。

受电弓
- 受电弓滑板从当初的交直流用的4列更换成每个集电头配置交流用2列。
- H-10 - H-18、H-26和H-28编组在换装成单臂式受电弓的同时，换装了与5000番台同形状的强化了排雪性能的排障器。

ATS
- 在2003年(平成15年)末以前，由郡山工厂(现郡山综合车辆中心)换成ATS-Ps形。

停车站通过防止装置
- 于仙山线、磐越西线上运用编组安装。
  - 该装置与仙台车辆中心宫城野派出所所属的仙石线用205系同样，设置在驾驶席的右侧。在靠近车站的时候显示停车 / 通过的判断[5]。列车现在位置检测靠安装在转向架上的传感器计算行驶里程，内置手动校正空走时的距离检测误差的功能。

磐越西线运用车(H-10 - H-15编组)
- 侧面带为红色和黑色，正面只有黑色带，前部内端门和客用门旁贴有会津地区的吉祥物あかべぇ的贴纸。

在2016年，为了替代本系列，投入了E721系1000番台。截至2018年10月1日，仙台车辆中心2辆编组15列、秋田车辆中心2辆编组2列共计配属34辆。新造车辆部署后的调动如下：
- H-27编组：在2014年改造成后述的700番台。
- H-21、H-23、H-24、H-29、H-32、H-33编组：在2016年11月-2017年3月间相继报废。[9]
- H-10、H-13编组：2017年3月从仙台车辆中心调至秋田车辆中心，2020年3月14日報廢。[10]
- H-2、H-18、H-26、H-34编组：于2017年8月报废。[11][12]
- H-28、H-35、H-37、H-42编组：在2017年11月-2018年1月间报废。[13][12]
- H-1、H-3、H-6、H-7、H-8、H-11、H-14、H-25、H-38、H-39编组：2018年4月-7月间报废。[14]

2020年3月14日，所有719系0番台定期運用消滅。

### 5000番台
在奥羽本线标准轨区间(福岛-新庄，通称: 山形线)的普通列车， 作为JR集团第一个在来线标准轨车辆的番台区分。1991年，日本车辆制造新制造了2辆编组12列共24辆。配属在山形车辆中心，编组番号Y-1 - Y-12。
与0番台相比主要有以下的不同点。
- 装有标准轨用无摇枕转向架DT60形・TR245形。
- 将受电弓改为下框交叉式。
- 没有安装客用踏板。
- 车身带色从上到下是橙色(红花色) + 白色 + 绿15号。
- 装载紧急停止装置(EB)及列车紧急防护装置(TE)。
- 安全防护系统搭载ATS-P形。

2002年以后，除了将受电弓变更为单臂式以及排障器变更为强化排雪性能的形状之外，Y-1 - Y-6编组还进行了与一人控制相对应的改造。装载了投币箱、运费表示器、整理券发行器、自动广播装置、车门铃等相关设备，撤除了驾驶席、副驾驶席后的座位。

### 700番台"FruiTea"
这是以"行驶的咖啡屋"为概念的餐厅列车"FruiTea福岛"使用的0番台H-27编组于2014年在郡山综合车辆中心进行改造而得到的番台区分。为配合在2015年实施的福岛地方旅游活动，从同年4月25日起开始运营。
改造后虽然也继续配属于仙台车辆中心，但编组番号变成了S-27。另外，作为咖啡吧台车的KuShi718形控制全室餐车的型号"KuShi"，是日本国铁时期也没有过的首次出现的型号。
- KuMoHa 719-27+KuHa718-27→KuMoHa719-701+KuShi718-701

#### 施工内容
车体
- 重新粉刷。
- 在3个侧面客用门中，只留下靠近驾驶室的一个门。还进行了施工以防雪从缝隙侵入。
- 将KuMoHa719形的受电弓换成单臂式。
- 随着嵌入客用门踏板取消而变更底架形状。[16]

车内
- 内装的基本设计改为以明治、大正时代的近代建筑以及会津漆器的质感风格。
- 将车厢内端门自动化。
- KuMoHa719-701(Mc 客车)变更规格如下。[16]
  - 变更为4人座椅6组、2人座椅4组、1人座椅4组，定员36名。
  - 在乘务员室后部设置行李棚。
  - 后排侧车端部设置自由空间和长椅。
  - 采用了功耗约减少30%的LED照明。
- KuShi718-701(Tdc 咖啡吧台车)变更规格如下。[16]
  - 车身左侧设置以人造大理石为桌面的的咖啡吧台。
  - 在吧台后面设置6个吧台座位。但是定员是0名。
  - 车内照明采用间接式和射灯。
  - 洗手间更换为带有温水洗净便座的洋式，设置化妆间。

## 运用线路区间
截至2018年在以下的线路区间运营。

### 0番台
- 磐越西线: 郡山-会津若松
  - 作为Aidu Liner的后继列车开行3对。截至2018年，主要在周六和休日连接"FruiTea"运行。
- 奥羽本线: 院内-追分
  - 用于普通列车。[18]

#### 以前的运行区间
- 东北本线: 仙台-一关市-平泉
  - 根据仙台分公司车辆的普通列车运营范围，到一关市为止定期运营。在一关市以北的盛冈分公司管内，曾有过20世纪90年代初在岩手县西磐井郡平泉町举行的春天的藤原庆典充当临时列车的记录。[19]
- 奥羽本线: 米泽-山形
  - 在为了山形新干线开业而进行的改轨工程即将完成之前的1991年8月，伴随着50系客车的运用结束在短时间内运行。[20]
- 仙山线: 仙台-山形
  - 2013年3月16日根据时刻表改订而被JR东日本E721系电力动车组取代结束运行。
- 东北本线: 黑矶-岩沼
- 磐越西线: 会津若松-喜多方[21]
  - 2017年3月4日根据时刻表改订而被JR东日本E721系电力动车组取代 结束运行。

- 常磐线: 浪江-仙台
  - 用于普通列车。绝大部分于浪江-原之町之间运行，在原之町-仙台之间只有一对列车。
  - 2020年3月14日起，随着富冈-浪江区间再次通车，原之町以南全部转配至水户支社，719系退出以上（仙台-浪江）路线。原之町以南统一为E531系运行，以北为701系及E721系运行。

### 5000番台
- 山形线(奥羽本线) : 福岛-新庄
  - 用于普通列车。板谷岭所在的福岛和米泽之间的普通列车全部由本系列运行。

### 700番台
- 磐越西线: 喜多方-郡山

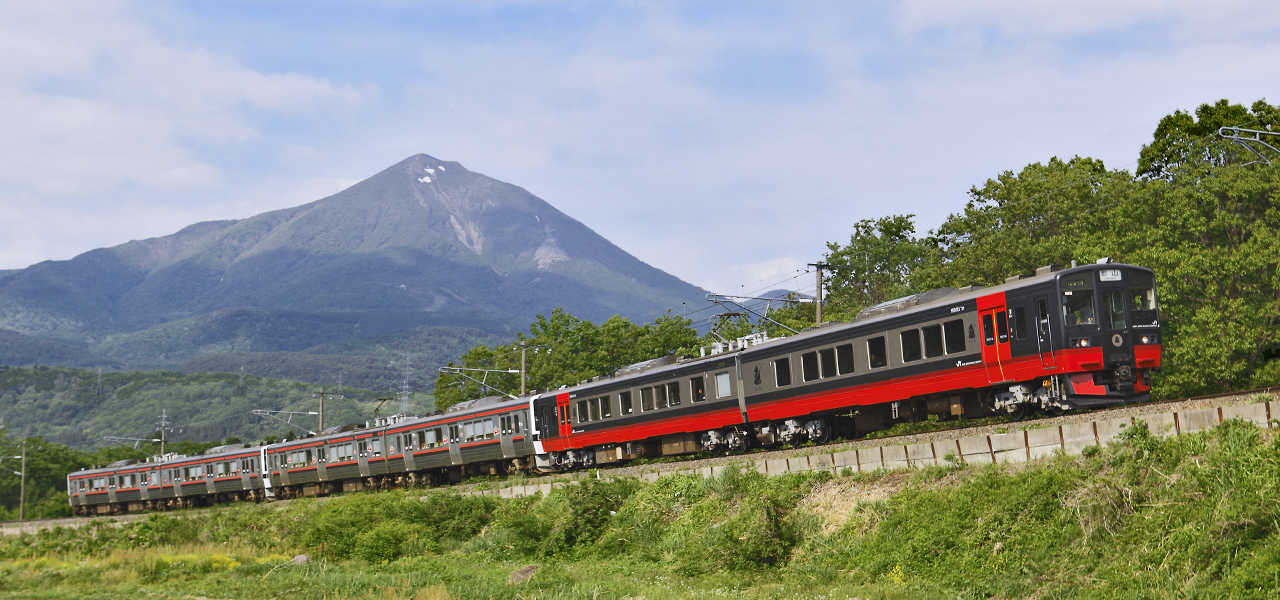
700番台 + 0番台，磐越西线

  - 于2016年11月3日、23日及2017年11月23日运行，预定于2019年4月开始定期运行。[22]
- 东北本线: 郡山-仙台
  - FruiTea福岛91号、92号: 主要在冬季作为临时列车上午从郡山发车，下午从仙台发车进行运行。[23]
- 常磐线: 原之町-仙台
  - 于2016年12月11日运行。[24]

#### 以前的运行区间
- 磐越西线: 郡山-会津若松[25]
  - FruiTea1号-4号: 主要在春季到秋季间与0番台定期快速列车连接的形式，在上午和下午各有一对运行。根据2019年的时刻表改订而结束运行。